# Batalla de Panipat (1526)
La batalla de Panipat de 1526 tuvo lugar en el actual norte de la India y se caracterizó por ser una de las primeras batallas, en el continente Indio, en la que se usaron armas de fuego, pólvora y artillería.

## Antecedentes
Entre 1508 y 1519 Babur había expandido su dominio a costa de sus rivales de Delhi pero sin lograr derrotarlos definitivamente, logrando anexar Punjab. A finales de 1525 las fuerzas de Babur, gobernante timúrida de Kabulistán invadieron el Sultanato de Delhi gobernado por Ibrahim Lodi quien poseía un ejército mucho más numeroso que el mogol, con la intención de obtener el poder y el territorio del sultán. Además de que Lodi amenazaba el dominio mogol sobre Punjab. Cuando el ejército de Babur cruzó el río Indo lo formaban unos 12 000 hombres, pero a lo largo de la marcha se le unieron fuerzas locales que optaron por apoyarlo; sin embargo, seguía estando en inferioridad numérica.

## La batalla
La batalla decisiva se libró el 21 de abril cerca de la pequeña localidad de Panipat, en el actual estado indio de Haryana, un área que había sido el escenario de una serie de batallas decisivas por el control del norte de la India desde el siglo XII.
Se estima que las fuerzas de Babur sumaban cerca de 15 000 hombres y había entre 20 a 24 piezas de artillería de campo. Babur estimaba que Lodi tenía alrededor de 100 000 hombres, aunque ese número incluye a ayudantes y otros no combatientes, mientras que la fuerza de combate fue de alrededor de 30 000 a 40 000 hombres en total, junto con al menos 100 elefantes de guerra. Y aunque la mayoría de las tropas de Lodi fueran hindúes, él mismo y su familia eran musulmanes sunitas de etnia pastún, al ser de la misma religión que Babur indica que la batalla no se produjo por esta como motivo.
La artillería de Babur fue decisiva en la batalla, tanto porque Lodi carecía por completo de esta y porque nunca había luchado una batalla contra estas, como porque asustaba a los elefantes de los hindúes haciéndolos cargar contra sus propias filas. Pero más importantes fue el uso que dio Babur a sus armas de fuego y el introducir dos nuevas tácticas, la tulughma y la araba. La primera consistía en la división del ejército en distintas unidades (flancos derecho e izquierdo y centro) y los flancos en otras subunidades (parte anterior y posterior), permitiendo una mayor movilidad con la que un ejército pequeño podía rodear a uno mucho más numeroso. La segunda táctica consistía en el uso de carros puestos al frente de las tropas y amarrados entre sí con pieles de animales y manteles que ocultaban las fuerzas detrás de ellos. Detrás de ellos estaban los cañones protegidos, ocultos y fácilmente trasladables por bueyes.
Uno de los flancos de Babur estaba protegido por la ciudad de Panipat y el otro por un monte con arbustos y zanjas, dejando un estrecho frente de batalla que neutralizaba la superioridad numérica de Lodi. El plan mogol era esperar el ataque de Lodi contra su línea fortificada y esperar mientras que el momento preciso para que sus flancos atacaran por sorpresa a la retaguardia enemiga.
Babur tuvo que esperar una semana el ataque de Lodi, intento provocarlo, primero saliendo a campo abierto y atacando con proyectiles, sin éxito. Luego seleccionó a 4000 o 5000 hombres a atacar por la noche el campamento enemigo, el ataque fracasó y tuvo que enviar una tropa al mando de su hijo Humayun a rescatarlos, las tropas de Babur quedaron muy expuestas al retirarse, pero Lodi cometió el error de no perseguirlos.
Las tropas de Lodi finalmente atacaron al día siguiente, entrando en el estrecho paso y siendo flanqueado. Los guerreros hindúes terminaron atrapados en el paso, sin poder avanzar sobre las líneas enemigas ni retroceder al estar rodeados.

## Consecuencias
El ejército de Lodi fue masacrado y sus comandantes lo abandonaron (en su mayoría eran mercenarios), el mismo sultán no sobrevivió a la batalla. La batalla determinó el fin de la dinastía Lodi y la anexión del sultanato al recién creado Imperio mogol.